# Episodi di Doraemon (serie animata 1979) (tredicesima stagione)
Questa è la lista degli episodi della tredicesima stagione dell'anime 1979 di Doraemon.

## Episodi
| Nº Ja | Nº It | Titolo italiano Giapponese 「Kanji」 - Rōmaji                                     | In onda           | In onda          |
| Nº Ja | Nº It | Titolo italiano Giapponese 「Kanji」 - Rōmaji                                     | Giapponese        | Italiano         |
| 1081  | 699   | L'indicarabbia 「いやなめメーター」 - Iya name mētā                               | 11 gennaio 1991   | 29 giugno 2007   |
| 1082  | 701   | Sogni premonitori 「予知夢で地球を救え!!」 - Yochi yume de chikyuu o sukue!!      | 18 gennaio 1991   | 2 luglio 2007    |
| 1083  | 346   | Il bastone dell'invisibilità 「かくれん棒」 - Kakurenbō                           | 25 gennaio 1991   | 1º febbraio 2005 |
| 1084  | 347   | Cibo facciale 「そっくりペットフード」 - Sokkuri petto fūdo                       | 1º febbraio 1991  | 2 febbraio 2005  |
| 1085  | 348   | Micro-onda di animazione 「人形自動化音波」 - Ningyou jidou ka onpa               | 8 febbraio 1991   | 3 febbraio 2005  |
| 1086  | 349   | La lente indovina 「品物運勢鏡」 - Shinamono unsei kyou                           | 15 febbraio 1991  | 4 febbraio 2005  |
| 1087  | 350   | Il neo parlante 「ホクロ型スピーカー」 - Hokuro gata supīkā                       | 22 febbraio 1991  | 7 febbraio 2005  |
| 1088  | 351   | I giocattoli fatti a mano 「手づくりおもちゃ」 - Tedukuri omocha                  | 1º marzo 1991     | 8 febbraio 2005  |
| 1089  | 352   | L'imbottiglia-nave 「船舶びんづめ材」 - Senpaku bin dume zai                      | 8 marzo 1991      | 9 febbraio 2005  |
| 1090  | 353   | La ricordolente 「記憶とり出しレンズ」 - Kioku tori dashi renzu                   | 15 marzo 1991     | 10 febbraio 2005 |
| 1091  | 354   | Il raccogli-particelle 「チリつもらせ機」 - Chiri tsumora se ki                   | 22 marzo 1991     | 11 febbraio 2005 |
| 1092  | 355   | Stelle cadenti e desideri 「流れ星ゆうどうがさ」 - Nagareboshi yuu dou gasa       | 29 marzo 1991     | 14 febbraio 2005 |
| 1093  | 356   | Gita al parco dei ciliegi 「どこでも風船」 - Doko demo fuusen                     | 12 aprile 1991    | 15 febbraio 2005 |
| 1094  | 357   | Conchiglie e tesori 「ハマグリパック」 - Hamaguri pakku                           | 19 aprile 1991    | 16 febbraio 2005 |
| 1095  | 358   | Il mondo nello specchio 「ではいりカガミ」 - Deha iri kagami                      | 26 aprile 1991    | 18 febbraio 2005 |
| 1096  | 359   | Il subitoquì 「よびつけブザー」 - Yobitsuke buzā                                  | 3 maggio 1991     | 21 febbraio 2005 |
| 1097  | 360   | Macchinine ricostruite 「改造チビ四駆」 - Kaizou chibi yon ka                     | 10 maggio 1991    | 22 febbraio 2005 |
| 1098  | 361   | Un colpo da maestro 「アクトコーダー」 - Akutokōdā                                | 17 maggio 1991    | 23 febbraio 2005 |
| 1099  | 362   | La guida angelica 「エンゼルにおまかせ」 - Enzeru ni omakase                      | 24 maggio 1991    | 24 febbraio 2005 |
| 1100  | 363   | I folletti robot 「妖精ロボット」 - Yousei robotto                                | 31 maggio 1991    | 25 febbraio 2005 |
| 1101  | 364   | Il complesso di Suneo 「おねがい小づち」 - Onegai koduchi                         | 7 giugno 1991     | 28 febbraio 2005 |
| 1102  | 365   | Il bisbetico indomabile 「ジャイアンをしつけよう」 - Jaian o shitsukeyo u         | 21 giugno 1991    | 1º marzo 2005    |
| 1103  | 366   | Un insegnante per Nobita 「のび太の家庭教師」 - Nobita no katei kyoushi           | 28 giugno 1991    | 2 marzo 2005     |
| 1104  | 367   | I modellini di Nobita 「自然観察プラモシリーズ」 - Shizen kansatsu puramo shirīzu | 5 luglio 1991     | 4 marzo 2005     |
| 1105  | 368   | Nobita impara a nuotare 「うきわパイプとたばこ」 - Uki wa paipu to tabako         | 12 luglio 1991    | 7 marzo 2005     |
| 1106  | 369   | Supplente televisivo 「身代わりテレビ」 - Migawari terebi                         | 19 luglio 1991    | 8 marzo 2005     |
| 1107  | 370   | Le floraschede 「虫よせボード」 - Mushi yose bōdo                                 | 26 luglio 1991    | 9 marzo 2005     |
| 1108  | 371   | Le forbici magiche 「じつぶつはさみ」 - Ji tsu butsu hasami                       | 2 agosto 1991     | 11 marzo 2005    |
| 1109  | 372   | Voglia di viaggi 「年月圧縮ガン」 - Toshitsuki asshuku gan                        | 9 agosto 1991     | 14 marzo 2005    |
| 1110  | 373   | L'organizzatore 「人間用タイムスイッチ」 - Ningen you taimusuicchi                | 23 agosto 1991    | 15 marzo 2005    |
| 1111  | 374   | Il leggendario Tsuchinoko 「ツチノコを探せ」 - Tsuchinoko o sagase                | 30 agosto 1991    | 16 marzo 2005    |
| 1112  | 375   | Una notte in bianco 「ドラえもんだらけ」 - Doraemon darake                        | 6 settembre 1991  | 18 marzo 2005    |
| 1113  | 376   | La rivincita dei rifiuti 「百鬼せんこう」 - Hyaku oni senkou                      | 13 settembre 1991 | 21 marzo 2005    |
| 1114  | 377   | In gita con Dorami 「ドラミとハイキング」 - Dorami to haikingu                    | 20 settembre 1991 | 22 marzo 2005    |
| 1115  | 378   | La mamma è a dieta 「ママをダイエット」 - Mama o daietto                          | 27 settembre 1991 | 23 marzo 2005    |
| 1116  | 379   | Il martello dei desideri 「流れ星製造トンカ」 - Nagareboshi seizou tonkachi       | 4 ottobre 1991    | 25 marzo 2005    |
| 1117  | 380   | La clessidra della fortuna 「ラッキー砂時計」 - Rakkī sunadokei                   | 11 ottobre 1991   | 28 marzo 2005    |
| 1118  | 381   | Servizio a domicilio 「ふろしきタクシー」 - Furoshiki takushī                     | 18 ottobre 1991   | 29 marzo 2005    |
| 1119  | 382   | Il ringraziatutto 「サンキューバッジ」 - Sankyū bajji                             | 25 ottobre 1991   | 31 marzo 2005    |
| 1120  | 383   | Cerca-rifiuti 「むだはぶ機」 - Muda habu ki                                       | 1º novembre 1991  | 1º aprile 2005   |
| 1121  | 384   | Il riperfezionante 「万能プリンター」 - Bannou purintā                            | 8 novembre 1991   | 4 aprile 2005    |
| 1122  | 385   | Il mega megafono 「パワーアップメガフォン」 - Pawāappumegafon                     | 15 novembre 1991  | 5 aprile 2005    |
| 1123  | 386   | Gioie e dolori 「苦楽メーター」 - Kuraku mētā                                     | 22 novembre 1991  | 6 aprile 2005    |
| 1124  | 387   | Le preghiere di Gian 「お百度エンヤコラ餅」 - O hyaku do enyakora mochi           | 29 novembre 1991  | 7 aprile 2005    |
| 1125  | 388   | Alla ricerca del chusky perduto 「夢中機を探せ」 - Muchuu ki o sagase             | 6 dicembre 1991   | 8 aprile 2005    |
| 1126  | 389   | La pistola t'acconcio 「ヘアーカタログセット」 - Heākatarogusetto                 | 13 dicembre 1991  | 11 aprile 2005   |
| 1127  | 390   | La radio del futuro 「未来ラジオ」 - Mirai rajio                                  | 20 dicembre 1991  | 12 aprile 2005   |
| 1128  | 391   | Troppo moto stanca 「ケロンパス」 - Keronpasu                                     | 27 dicembre 1991  | 14 aprile 2005   |

## Speciali
| Nº  | Giapponese 「Kanji」 - Rōmaji - Traduzione letterale                                                                             | In onda        | In onda  |
| Nº  | Giapponese 「Kanji」 - Rōmaji - Traduzione letterale                                                                             | Giapponese     | Italiano |
| S58 | 「ＳＦ超大作ウラドラマン」 - SF chōdaisaku uradoraman – "Uradoraman, Blockbuster di fantascienza!"                               | 4 gennaio 1991 | inedito  |
| S59 | 「森は呼んでいる」 - Mori wa yonde iru – "La foresta è viva?!"                                                                   | 5 aprile 1991  | inedito  |
| S60 | 「南海の大冒険」 - Nankai no dai bōken – "La battaglia contro i pirati, nel sedicesimo secolo! - Un'avventura nei Mari del Sud!" | 16 agosto 1991 | inedito  |